# Школа № 33 имени Карла Маркса

Вывеска на фасаде школы

Школа № 33 имени Карла Маркса — школа с углублённым изучением математики в городе Ярославле. Входит в сотню лучших школ России.

## Краткая история

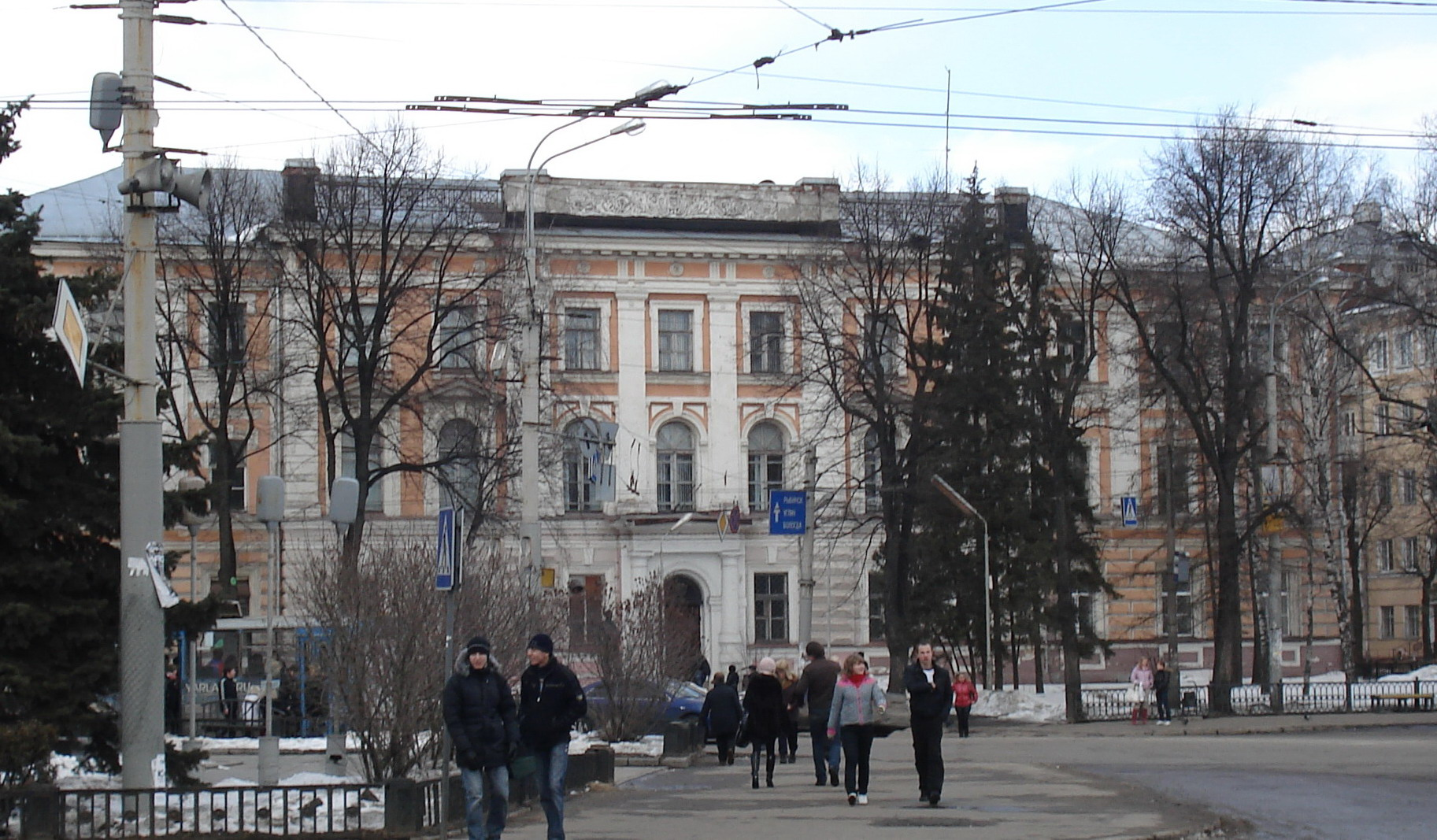
Здание в котором школа размещалась до 1945 года

Школа № 33 — преемник Ярославской губернской мужской гимназии им. Александра I, открытой в 1805 году. В 1918 году гимназия получила имя Карла Маркса, в 1921 году — стала единой семилетней образцовой школой имени Карла Маркса. Возраст школы считали от преобразования в 1921 году (в 1981 году отпраздновали 60-летие школы). До Великой Отечественной войны она занимала здание Ярославской мужской гимназии (ныне главное здание Ярославского университета на Красной площади). 
С 1931 года школа стала «девятилеткой» с педагогическим уклоном.
В 1943 году вышло постановление Министерства просвещения РСФСР о раздельном обучении девочек и мальчиков. Школа № 33 была преобразована в мужскую.
С 1 сентября 1945 года коллектив школы перевели в здание на улице Собинова, где школа находится и сейчас.
С 1958 года школа была преобразована в 11-летнюю; в 1966 году она вернулась к десятилетнему обучению.
В 1971-72 учебном году были организованы 9-10 классы с углубленным изучением математики.
В 2019 стала одной из участниц проекта «Опорные школы под эгидой РАН».

## Учебный процесс
Классы с 8-х до 11-х являются классами с углублённым изучением математики (до конца 80-х углублённое изучение вели только в 9-10 классах).
С 1998—1999 учебного года в учебный план 7 класса включён предмет «Избранные вопросы математики». Занятия проводят учителя, работающие в математических классах, и преподаватели вузов.

## Наиболее известные учителя
Выпускник школы 1955 г., преподаватель ярославского политеха, учитель физики в школе с 1959 г. Л. А. Салов, известен не только преподаванием, но и оригинальным стилем ведения уроков.
До 20 сентября 2004 г. сильнейшим учителем математики являлся преподаватель университета И. В. Чуй, работавший в школе с 1974 г.

## Выпускники

Во дворе школы

Многие выпускники школы поступают в МФТИ, МГУ, МАИ, МИСиС и др. На рубеже 70-80-х гг. XX века в МФТИ поступало по 7 человек. Ежегодное проведение в школе выездной олимпиады МФТИ для Ярославля стало традицией.
Выпускница 1981 г. Юлия Сандина имеет редкое достижение — она окончила 3 факультета МГУ (последовательно физический, экономический, юридический).
Выпускниками школы являются предприниматели Дмитрий Агарунов и братья Блаватники, банкир Александр Конаныхин, политик Евгений Урлашов, художник Ариадна Соколова, ангиолог Юрий Новиков, хоккеист Иван Непряев.